# La Justice comme équité : une reformulation de Théorie de la justice
La Justice comme équité : une reformulation de Théorie de la justice est un livre de philosophie politique du philosophe américain John Rawls publié en 2001. Ce livre entend reformuler sa théorie de la justice développé tout au long de sa carrière, la justice comme équité, tout en répondant à ses critiques.

## Résumé
La Justice comme équité est une révision par Rawls des idées développés dans son œuvre majeure Théorie de la justice (1971). Il a été écrit peu de temps avant sa mort en 2002. 
Dans la première partie, il traite de plusieurs idées fondamentales, qui sont familières au lecteur de son livre précédent ainsi que le Libéralisme politique (1995): un bon ordre de la société; la structure de base de la société; la position d'origine; la liberté et de l'égalité des personnes; publique de la justification; réfléchissant équilibre; et le chevauchement des consensus. Dans la partie II, il se déplace sur ses principes, de la justice, de la révision de sa précédente édition, qui se lit désormais (p. 42):
(a) Chaque personne a la même imprescriptible demande, à un régime adéquat de l'égalité des libertés fondamentales, leur système est compatible avec un même système de libertés pour tous;
(b) les inégalités sociales et économiques doivent satisfaire à deux conditions : d'abord, ils sont soumis à des bureaux et à des positions ouvertes à tous dans des conditions de juste égalité des chances; et la seconde, ils sont pour le plus grand bénéfice des personnes les moins favorisées les membres de la société (la différence de principe).
Dans la partie III, Rawls développe son argument pour les deux principes de la position originelle. Ici, il amène un nouveau concept, celui de la raison publique, une idée qui n'est pas discuté dans la Théorie de la Justice. 
La partie IV prend le lecteur à des institutions publiques qui seront présents dans une juste et équitable de la société. Il décrit cinq types de systèmes sociaux : 
1. Laissez-faire
2. Social-démocratie
3. Le socialisme d'État avec une économie de commande
4. La démocratie des propriétaires
5. Socialisme démocratique.

Rawls soutient que les trois premiers "[violent] les deux principes de justice dans au moins un mode" (p. 137), laissant ainsi seulement (4) de la propriété-possession de la démocratie et de (5) libéral-socialisme comme l'idéal "descriptions" qui incluent des dispositions destinées à satisfaire les deux principes de la justice" (p. 138). 
Dans la partie V, il explique pourquoi le libéralisme politique est non seulement possible, mais pourquoi il n'est pas utopique de penser qu'une telle société est possible.
En regardant principalement du XXe siècle aux États-Unis, il est certain que les institutions au sein de la société américaine sont à l'origine des injustices. Le très coûteux système de campagne essentiellement sur les règles tous les mais les très riches même de décider d'une charge publique. Les frais de soins de santé limite les meilleurs soins à ceux qui en ont les moyens, laissant les pauvres pour que les plus de base de services.